# Айсберг, Эжен
Евгений Давидович Айсберг (фр. Eugène Aisberg; 10 сентября 1905, Одесса — 4 октября 1980, Париж) — русский и французский популяризатор науки еврейского происхождения. Его книги «…Это очень просто!» об электронике издавались в СССР издательством «Энергия» в серии Массовая радиобиблиотека (МРБ).

## Биография
Автор многочисленных научно-популярных изданий, основатель французских журналов «Toute la radio», «Electronique industrielle», «Radio constructeur et dépanneur» и «Electronique actualités».
В 1919 выучил эсперанто. В 1925 основал вместе с Пьерром Корре (Pierre Corret) журнал «Internacia Radio-Revuo» на эсперанто, в котором впервые опубликовал свои популярные статьи о радиотехнике. Его книги под названием «…Это просто!» издавались на двадцати языках. Почетный член Всемирной ассоциации эсперанто (UEA).
Был одним из основателей международной организации издателей радиотехнической периодики UIPRE (Union International de la Presse Electronique).

## Публикации
- Е.Айсберг. Я понял телеграфию без проводов
- Е.Айсберг. Транзистор?.. Это очень просто! (Aisberg E. Le transistor?.. Mais c’est tres simple!, 1962) Перевод с французского Ю. Л. Смирнова. М.: Энергия, 1972 (МРБ, выпуск 809)
- Е.Айсберг. Радио?.. Это очень просто! (E.Aisberg. La radio?.. Mais c’est tres simple!, 1969) Перевод с французского М. В. Комаровой и Ю. Л. Смирнова. М.: Энергия, 1974 (МРБ, выпуск 801)
- Е.Айсберг. Телевидение?.. Это очень просто! (E.Aisberg. La television?.. Mais c’est tres simple!, 1969) Издание третье, дополненное. Перевод с французского К. Н. Гусниной и Ю. С. Гуснина. М.: Энергия, 1974 (МРБ, выпуск 845)
- Е.Айсберг. Радио и телевидение?.. Это очень просто! (E.Aisberg. La radio et la television?.. Mais c’est tres simple!, 1972) Перевод с французского Ю. Л. Смирнова. М.: Энергия, 1979 (МРБ, выпуск 975)
- Е.Айсберг, Ж.-П.Дури. Цветное телевидение?.. Это почти просто! (E.Aisberg, J.-P.Doury. La television en couleurs?.. C’est presque simple!) Перевод с французского Ю. Л. Смирнова. М.: Энергия, 1974 (МРБ, выпуск 870)